# Helena của Liên hiệp Anh
Helena của Liên hiệp Anh và Ireland (tiếng Anh: Princess Helena of the United Kingdom; tên đầy đủ: Helena Augusta Victoria; 25 tháng 5 năm 1846 – 9 tháng 6 năm 1923), sau này là Công tử phi Christian xứ Schleswig-Holstein, là con gái của Victoria I của Liên hiệp Anh và Albrecht xứ Sachsen-Coburg và Gotha.
Các gia sư có kinh nghiệm đã được Vương tế Albrecht cùng người bạn thân, cũng là cố vấn của Vương tế - Nam tước Stockmar lựa chọn để giáo dục cho Vương nữ. Helena trải qua tuổi thơ bên cạnh cha mẹ và thường qua lại nhiều dinh thự Vương thất khác nhau ở Anh. Bầu không khí thân mật của triều đình Anh chấm dứt vào ngày 14 tháng 12 năm 1861, khi cha của Helena qua đời và Nữ vương Victoria bắt đầu ở trong thời kỳ để tang vì cái chết của chồng. Vào đầu những năm của thập niên 1860, Helena bắt đầu tán tỉnh một thủ thư người Đức của cha mình là Carl Ruland. Mặc dù mối quan hệ hầu như không được biết đến, nhưng những bức thư lãng mạn của Helena gửi cho Ruland vẫn còn tồn tại. Sau khi Nữ vương Victoria phát hiện ra mối quan hệ giữa con gái và Carl Ruland vào năm 1863, ông đã bị sa thải và trở về quê hương Đức. Ba năm sau, vào ngày 5 tháng 7 năm 1866, Helena kết hôn với Christian xứ Schleswig-Holstein, một Công tử người Đức gốc Đan Mạch nghèo khó. Cặp đôi vẫn ở Anh vì Nữ vương muốn các con gái ở gần mình. Vương nữ Helena, cùng với em gái út là Vương nữ Beatrice, trở thành thư ký không chính thức của mẹ mình. Tuy nhiên, sau cái chết của Nữ vương Victoria vào ngày 22 tháng 1 năm 1901, Helena ít gặp gỡ và dần trở nên xa cách với những người anh chị em còn sống của mình.
Helena là thành viên hoạt động tích cực nhất của Vương thất, Vương nữ thực hiện một lượng lớn phong phú các chương trình thuộc nhiệm vụ Vương thất. Bà còn là người bảo trợ tích cực cho các tổ chức từ thiện và là một trong những thành viên sáng lập của Hội Chữ thập đỏ Anh. Helena còn là chủ tịch sáng lập của Trường May vá Vương thất, đồng thời là chủ tịch của Hiệp hội Điều dưỡng Bệnh xá Cứu tế và Hiệp hội Y tá Vương thất Anh. Với tư cách là chủ tịch sau này, Vương nữ Helena là người ủng hộ mạnh mẽ việc thống kê y tá theo lời khuyên của Florence Nightingale. Năm 1916, Helena trở thành thành viên đầu tiên trong gia đình kỷ niệm 50 năm ngày cưới, nhưng chồng của Vương nữ đã qua đời chỉ một năm sau đó. Helena sống lâu hơn chồng sáu năm và qua đời ở tuổi 77 vào năm 1923.

## Những năm đầu đời

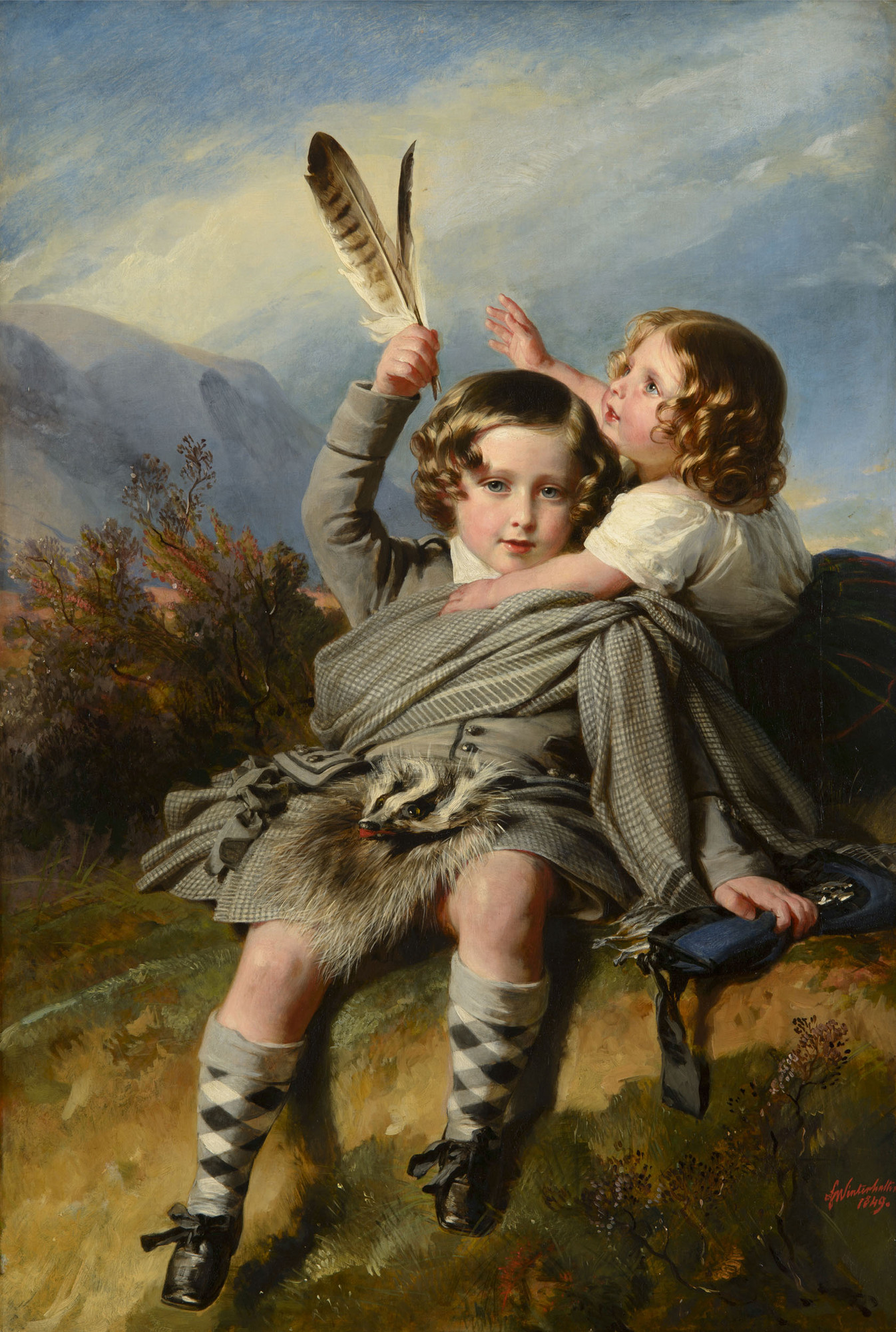
Vương nữ Helena (phải) cùng anh trai là Vương tử Alfred. Helena là người em gái yêu thích của Alfred. Chân dung họa bởi Franz Xaver Winterhalter.

Helena Augusta Victoria, người con thứ năm và con gái thứ ba của Victoria của Anh và Albrecht xứ Sachsen-Coburg và Gotha được sinh ra vào ngày 25 tháng 5 năm 1846 tại Cung điện Buckingham, Luân Đôn. Helena chào đời một ngày sau sinh nhật lần thứ 27 của mẫu thân. Vương phu Albrecht đã chia sẻ với anh trai rằng Helena "khá xanh xao khi mới sinh, nhưng hiện tại con bé đã ổn hơn nhiều". Vương phu còn chia sẻ rằng Nữ vương "đã phải chịu đau đớn lâu hơn so với những lần trước và nàng sẽ phải nghỉ ngơi rất nhiều để hồi phục."  Biệt danh tiếng Đức của Helena là Helenchen, sau này được rút ngắn thành Lenchen và đó là cái tên mà các thành viên trong gia đình thường gọi Helena. Từ khi sinh ra, là con gái của một quân chủ Anh, Helena nhận được kính xưng Her Royal Highness The Princess Helena - Vương nữ Helena Điện hạ. Vương nữ được rửa tội vào ngày 25 tháng 7 năm 1846 tại nhà nguyện riêng ở Cung điện Buckingham. Cha mẹ đỡ đầu của Vương nữ là Đại Công tước xứ Mecklenburg-Strelitz (chồng của Augusta xứ Cambridge, em họ của Nữ vương Victoria); Công tước phu nhân xứ Orléans (đại diện bởi Công tước phu nhân xứ Kent (mẹ của Nữ vương); và Công tước phu nhân xứ Cambridge (thím của Victoria).
Lenchen là một đứa trẻ hoạt bát và bộc trực. Khi bị anh trai trêu chọc, Vương nữ đã đáp trả lại sự trêu chọc ấy bằng hành động đấm vào mũi của anh mình. Helena còn có tài năng về hội họa. Phu nhân Augusta Stanley, một thị tùng của Nữ vương Victoria đã đưa ra lời nhận xét có cánh về tác phẩm nghệ thuật của vị Vương nữ ba tuổi.
Giống như các chị gái của mình, Helena có thể chơi piano với tiêu chuẩn cao ngay từ khi còn nhỏ. Các sở thích khác của Vương nữ gồm có khoa học và công nghệ giống cha là Vương phu Albrecht. Đồng thời, cưỡi ngựa và chèo thuyền là hai trong số những hoạt động Lenchen ưa thích. Tuy nhiên, Helena trở thành con gái thứ sau khi người em gái là Vương nữ Louise chào đời vào năm 1848, và tài năng của Helena đã bị lu mờ bởi những người chị em khác.

### Cái chết của Vương phu Albrecht
Cha của Helena, Vương phu Albrecht qua đời vào ngày 14 tháng 12 năm 1861. Nữ vương Victoria vô cùng đau buồn và ra lệnh cho các thành viên trong hộ gia cùng với các con gái của mình chuyển từ Windsor đến Điện Osborne thuộc Đảo Wight. Helena cũng vô cùng đau buôn trước việc cha mình qua đời, và một tháng sau, Vương nữ đã viết cho một người bạn kể rằng:
| “ | "What we have lost nothing can ever replace, and our grief is most, most bitter ... I adored Papa, I loved him more than anything on earth, his word was a most sacred law, and he was my help and adviser ... These hours were the happiest of my life, and now it is all, all over." | ” |

| “ | "Những gì chúng ta đã mất đi thì không gì có thể thay thế được, và nỗi đau mà chúng ta phải chịu đựng sao thật khủng khiếp... Tôi rất thương cha, hơn mọi sự trên thế gian, lời nói của ông là lời răn dạy thiêng liêng nhất, và ông là người giúp đỡ và cố vấn của tôi . . . Đó là khoảng thời gian hạnh phúc nhất trong cuộc đời tôi, và bây giờ thì tất cả, tất cả đã kết thúc rồi." | ” |

Nữ vương Victoria giao cho cô con gái thứ hai là Vương nữ Alice vai trò thư ký không chính thức, nhưng Alice cũng cần một trợ lý của riêng mình. Mặc dù Helena là người chị lớn chỉ sau Victoria và Alice nhưng bà bị Nữ vương coi là không đáng tin cậy bởi không thể đảm nhận công việc trong thời gian dài mà không bật khóc. Vì vậy, Vương nữ Louise đã được chọn để đảm nhận vai trò này thay cho Helena. Năm 1862, Vương nữ Alice kết hôn với Đại Công tử Ludwig của Hessen và Rhein, do đó Helena đảm nhận vai trò của chị gái. Helena được một người viết tiểu sử mô tả là "cái nạng" cho tuổi già của Nữ vương - và luôn bên cạnh mẹ mình. Với vai trò mới, Helena thực hiện các nhiệm vụ như viết thư cho Nữ vương, giúp mẹ mình xử lý thư từ chính trị và bầu bạn cùng mẹ.

## Hôn nhân

### Những tranh cãi và bất đồng

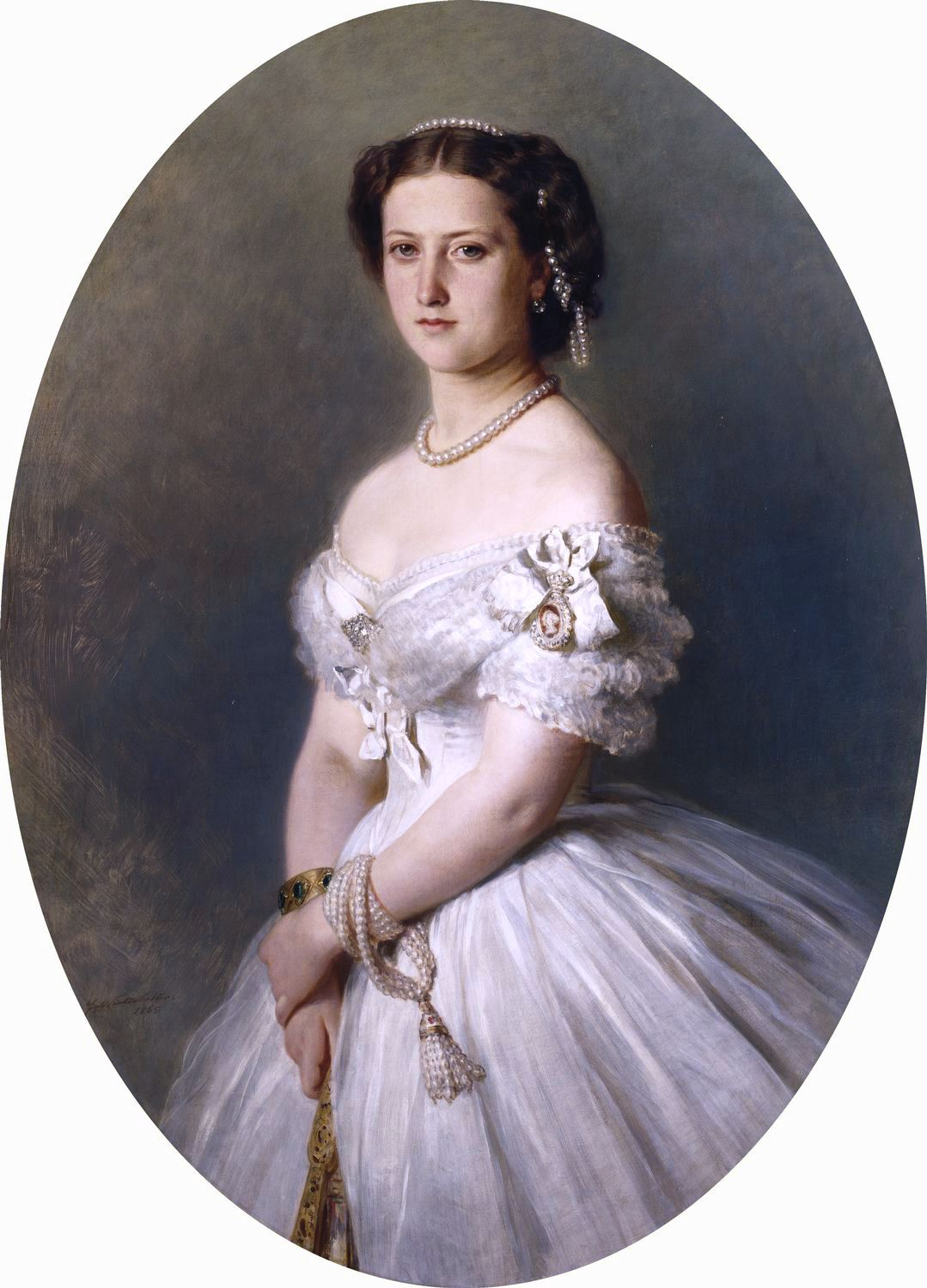
Chân dung họa bởi Franz Xaver Winterhalter (1865)., hiện thuộc Bộ Sưu tập Vương thất.

Helena bắt đầu tán tỉnh người thủ thư cũ của cha là Carl Ruland, sau khi Carl được bổ nhiệm vào Hộ gia Vương thất theo lời giới thiệu của Nam tước Stockmar vào năm 1859. Carl Ruland được tín nhiệm để dạy tiếng Đức cho anh trai của Helena là Thân vương xứ Wales trẻ tuổi, ông được Nữ vương Victoria mô tả là "hữu ích và có năng lực". Khi Nữ vương phát hiện ra Helena có quan hệ tình cảm với một cận thần của Vương thất, Carl đã nhanh chóng bị cho nghỉ việc và phải trở về quê hương Đức. Ông không bao giờ cải thiện được sự thù địch mà Nữ vương dành cho mình.

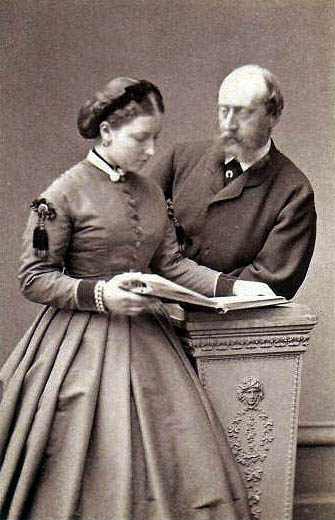
Vương nữ Helena và Công tử Christian, một phần của bộ ảnh được thực hiện sau khi họ đính hôn vào năm 1865.

Sau khi Carl Ruland trở về Đức vào năm 1863, Nữ vương Victoria tiến hành tìm kiếm một người chồng cho Vương nữ Helena. Tuy nhiên, vì là con giữa, triển vọng về một liên minh hùng mạnh với một Vương thất châu Âu là rất thấp. Ngoại hình của Helena cũng là một mối quan tâm, vì ở độ tuổi mười lăm, người viết tiểu sử của Helena đã mô tả Vương nữ "có dáng người mập mạp, xuề xòa và có hai cằm". Hơn nữa, Nữ vương nhấn mạnh rằng người chồng tương lai của Helena phải sống gần Nữ vương, do đó Victoria sẽ được ở gần con gái. Sau cùng, Helena đã chọn kết hôn với Christian xứ Schleswig-Holstein, một công tử người Đức gốc Đan Mạch. Tuy nhiên, việc kết giao này đã gây ra sự khó xử về mặt chính trị và gây ra sự rạn nứt nghiêm trọng trong gia đình Vương thất.
Schleswig và Holstein là hai lãnh thổ bị tranh chấp giữa Phổ và Đan Mạch trong Chiến tranh Schleswig lần thứ nhất và lần thứ hai. Phổ và Áo đánh bại Đan Mạch, nhưng Áo đã tuyên bố các công quốc này thuộc về gia tộc Công tử Christian. Tuy nhiên, do hệ quả từ Chiến tranh Áo-Phổ, trong đó Phổ xâm lược và chiếm đóng các công quốc, do đó hai công quốc Schleswig và Holstein thuộc về Phổ, nhưng tước hiệu Công tước xứ Schleswig-Holstein vẫn được gia tộc Công tử Christian tuyên bố thuộc về họ.
Do đó, cuộc hôn nhân đã khiến con gái của Christian IX của Đan Mạch là Alexandra, Vương phi xứ Wales kinh hoàng, người đã thốt lên rằng: "Các Công quốc ấy thuộc về cha." Alexandra nhận được sự ủng hộ từ chồng và các em chồng là Alice và Alfred. Đặc biệt là Vương nữ Alice, người đã công khai buộc tội Nữ vương đã hy sinh hạnh phúc của con gái vì lợi ích của chính mình. Alice cũng lập luận rằng điều đó sẽ làm giảm mức độ yêu thích vốn đã thấp của người chị cả Victoria, hiện là Vương thái tử phi nước Phổ tại triều đình Berlin. Tuy nhiên, bất ngờ thay, Vương nữ Vương thất, người bạn thân lâu năm của gia đình Christian, nhiệt tình ủng hộ cuộc hôn nhân này.
Bất chấp những tranh cãi về chính trị và sự chênh lệch tuổi tác giữa hai người - Christian lớn hơn Helena mười lăm tuổi - Helena vẫn hạnh phúc với Christian và quyết tâm gả cho Công tử. Là con trai thứ của một công tước không trị vì, việc không có bất kỳ cam kết ngoại quốc nào cho phép Christian ở lại Anh vĩnh viễn - đáp ứng được mối quan tâm hàng đầu của Nữ vương Victoria - và Nữ vương tuyên bố cuộc hôn nhân sẽ được tiến hành. Helena và Christian cũng là họ hàng năm đời thông qua Frederick, Thân vương xứ Wales. Mối quan hệ giữa Helena và Alexandra vẫn căng thẳng, và Alexandra không sẵn sàng chấp nhận Christian (người cũng là họ hàng năm đời của Alexandra thông qua Frederik V của Đan Mạch) với tư cách là anh họ hay là em rể. Victoria của Anh không bao giờ dung thứ cho Alexandra vì những cáo buộc về tính chiếm hữu, và đã viết về nhà Wales ngay sau đó: "Bertie là người tình cảm và tốt bụng nhất nhưng Alix (tên thân mật của Alexandra) hoàn toàn hành xử không phù hợp. Sẽ rất lâu, nếu có, trước khi con bé lấy lại được lòng tin của ta."

### Đính hôn và đám cưới
Lễ đính hôn được thông báo vào ngày 5 tháng 12 năm 1865, và bất chấp việc Thân vương xứ Wales ban đầu từ chối tham dự, Alice đã can thiệp và đám cưới đã trở thành một sự kiện vui vẻ. Nữ vương cho phép buổi lễ diễn ra tại Lâu đài Windsor, mặc dù là trong Nhà nguyện riêng chứ không phải tại Nhà nguyện Thánh George vốn rộng lớn hơn vào ngày 5 tháng 7 năm 1866. Nữ vương đội lên mình chiếc mũ tang màu trắng phủ qua lưng để giảm sự u ám từ tang phục màu đen của mình. Những người tham gia chính tiến vào nhà nguyện theo âm thanh của Bản nhạc khải hoàn của Beethoven, tuy nhiên buổi lễ bị gián đoạn bởi sự biến mất đột ngột của Vương tôn George, Công tước xứ Cambridge, người bị một cơn gút đột ngột. Christian tiến vào nhà nguyện cùng với Eduard xứ Sachsen-Weimar-Eisenach và Friederich xứ Schleswig-Holstein, còn Helena được Nữ vương trao cho Christian. Nữ vương đã hộ tống Vương nữ vào lễ đường cùng với Thân vương xứ Wales và tám phù dâu. Christian trông già hơn thường ngày, và một vị khách nhận xét rằng Helena trông như thể đang kết hôn với một ông chú lớn tuổi. Thật vậy, khi lần đầu tiên được triệu tập đến Anh, Christian cho rằng vị Nữ vương góa chồng đang xem xét cưới mình như một người chồng mới hơn là một ứng cử viên cho một trong những cô con gái. Cặp đôi trải qua đêm đầu tiên trong cuộc sống hôn nhân tại Điện Osborne, trước khi hưởng tuần trăng mật ở Paris, Interlaken và Genoa.

### Đời sống hôn nhân

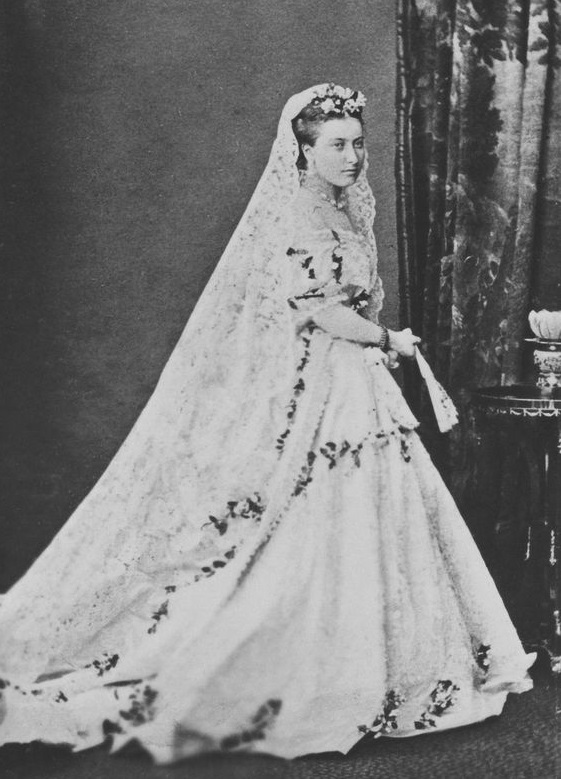
Vương nữ Helena trong bộ váy cưới, ngày 5 tháng 7 năm 1866

Helena và chồng sống hết lòng vì nhau và có một cuộc sống bình lặng hơn so với những người chị em. Sau khi kết hôn, cặp đôi cư trú tại Cumberland Lodge ở Đại Công viên Windsor, nơi ở truyền thống của Kiểm soát viên Đại Công viên Windsor, chức vị danh dự được Nữ vương ban tặng cho Christian. Khi ở Luân Đôn, họ sống tại Dãy phòng Bỉ trong Cung điện Buckingham. Cặp đôi có với nhau sáu người con: Christian Victor vào năm 1867, Albert vào năm 1869, Helena Victoria vào năm 1870 và Marie Louise vào năm 1872. Hai người con trai cuối cùng của hai vợ chồng qua đời từ khi còn rất nhỏ; trong đó Harald qua đời tám ngày sau khi ra đời vào năm 1876, và một đứa con trai chưa được đặt tên đã qua đời sau khi sinh vào năm 1877. Louise, em gái của Helena, đã ủy quyền cho nhà điêu khắc người Pháp Jules Dalou điêu khắc một đài tưởng niệm những đứa bé sơ sinh đã mất của chị gái.
Hai vợ chồng được cấp một khoản tiền từ quốc hội là 6.000 bảng Anh hằng năm, được đích thân Nữ vương Victoria yêu cầu. Ngoài ra, còn có thêm khoản hồi môn trị giá 30.000 bảng Anh và Nữ vương cũng trao tặng cho cặp đôi 100.000 bảng Anh, kèm theo  đó là thu nhập hằng năm khoảng 4.000 bảng Anh. Bên cạnh chức vị Kiểm soát viên của Công viên Windsor, Christian đã được trao vị trí danh dự là Đại Cận thần Cấp cao của Windsor, và được bổ nhiệm làm thành viên của Ủy ban Triển lãm Vương thất năm 1851. Tuy nhiên, Christian thường vắng mặt tại các cuộc họp, thay vào đó là dành thời gian chơi với chú chó Corrie, cho đàn chim bồ câu ăn và bắt tay vào các chuyến đi săn bắn.

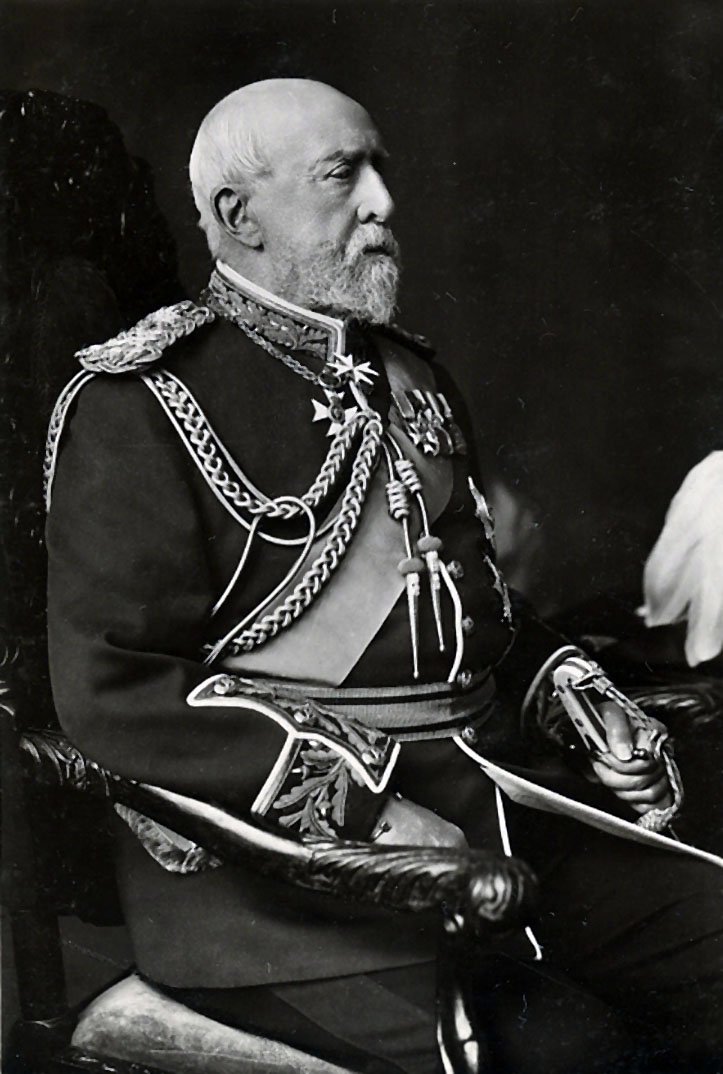
Christian xứ Schleswig-Holstein, chồng của Helena

Helena, như đã hứa, tiếp tục sống gần Nữ vương Victoria và cùng với Beatrice thực hiện nghĩa vụ của mình đối với mẹ. Vương nữ Beatrice, người được Victoria chuẩn bị để đảm nhận vai trò bên cạnh Nữ vương, thực hiện những nhiệm vụ quan trọng hơn, còn Helena đảm nhận những công việc đơn giản hơn mà Beatrice không có thời gian để thực hiện. Trong những năm sau đó, Helena được hỗ trợ bởi cô con gái không chồng là Helena Victoria, người thực hiện việc ghi nhận thông tin từ Victoria vào nhật ký của Nữ vương. 
Sức khỏe của Helena không được tốt, Vương nữ nghiện thuốc phiện và laudanum. Tuy nhiên, Nữ vương Victoria không tin rằng Lenchen thực sự bị bệnh và buộc tội con gái mắc chứng hoang tưởng thái quá về sức khỏe và bị thúc đẩy từ người chồng nuông chiều của Vương nữ. Nữ vương đã viết thư cho cô con gái cả Vicky, phàn nàn rằng Helena có xu hướng "bảo vệ bản thân quá mức (cả Christian nữa) và dễ suy sụp với mọi thứ, mục tiêu lớn nhất của các bác sĩ và y tá là khích lệ con bé và khiến nó bớt nghĩ về bản thân và bớt tự cô lập chính mình". Tuy nhiên không phải mọi nỗi sợ hãi về sức khỏe của Helena chỉ đơn giản là hệ quả của chứng hoang tưởng về sức khỏe. Năm 1869, Vương nữ phải hủy chuyến đi đến Lâu đài Balmoral khi bị bệnh ở nhà ga. Năm 1870, Helena bị bệnh thấp khớp nặng và các khớp xương của Helena gặp vấn đề. Vào tháng 7 năm 1871, Lenchen bị tắc nghẽn phổi, nghiêm trọng đến mức bên Thông tư Triều đình thông báo rằng căn bệnh của Vương nữ đem lại "nhiều lo lắng cho các thành viên vương thất". Năm 1873, Vương nữ Helena buộc phải dưỡng bệnh ở Pháp và vào những năm 1880, Vương nữ đến Đức để gặp bác sĩ nhãn khoa.

## Các hoạt động xã hội

### Điều dưỡng
Helena rất quan tâm đến công việc điều dưỡng và là chủ tịch sáng lập của Ủy ban Phụ nữ của Hội Chữ thập đỏ Anh vào năm 1870, Vương nữ đóng vai trò tích cực trong việc tuyển dụng y tá và các tổ chức tiếp tế trong Chiến tranh Pháp–Phổ. Vương nữ trở thành Chủ tịch của Hiệp hội Y tá Anh (RBNA) được thành lập vào năm 1887. Năm 1891, hiệp hội nhận được từ "Vương thất" vào tên và nhận được Hiến chương Vương thất vào năm sau. Helena là người ủng hộ mạnh mẽ việc đăng ký y tá, một vấn đề bị cả Florence Nightingale và những nhân vật hàng đầu phản đối. Trong một bài phát biểu của vào năm 1893, Vương nữ đã phát biểu rằng RBNA đang hướng tới việc "cải thiện giáo dục và địa vị của những người phụ nữ tận tụy và hy sinh, cả đời cống hiến cho việc chăm sóc người bệnh, người đau khổ và người đang hấp hối".  Cũng trong bài phát biểu, Helena cảnh báo về sự phản đối và xuyên tạc mà họ đã gặp phải. Mặc dù RBNA ủng hộ việc đăng ký như một phương tiện để nâng cao và đảm bảo tình trạng chuyên nghiệp của các y tá đã qua đào tạo, nhưng việc kết hợp với Hội đồng Cơ mật đã cho hiệp hội duy trì một danh sách các y tá hơn là một sổ đăng ký y tá chính thức.

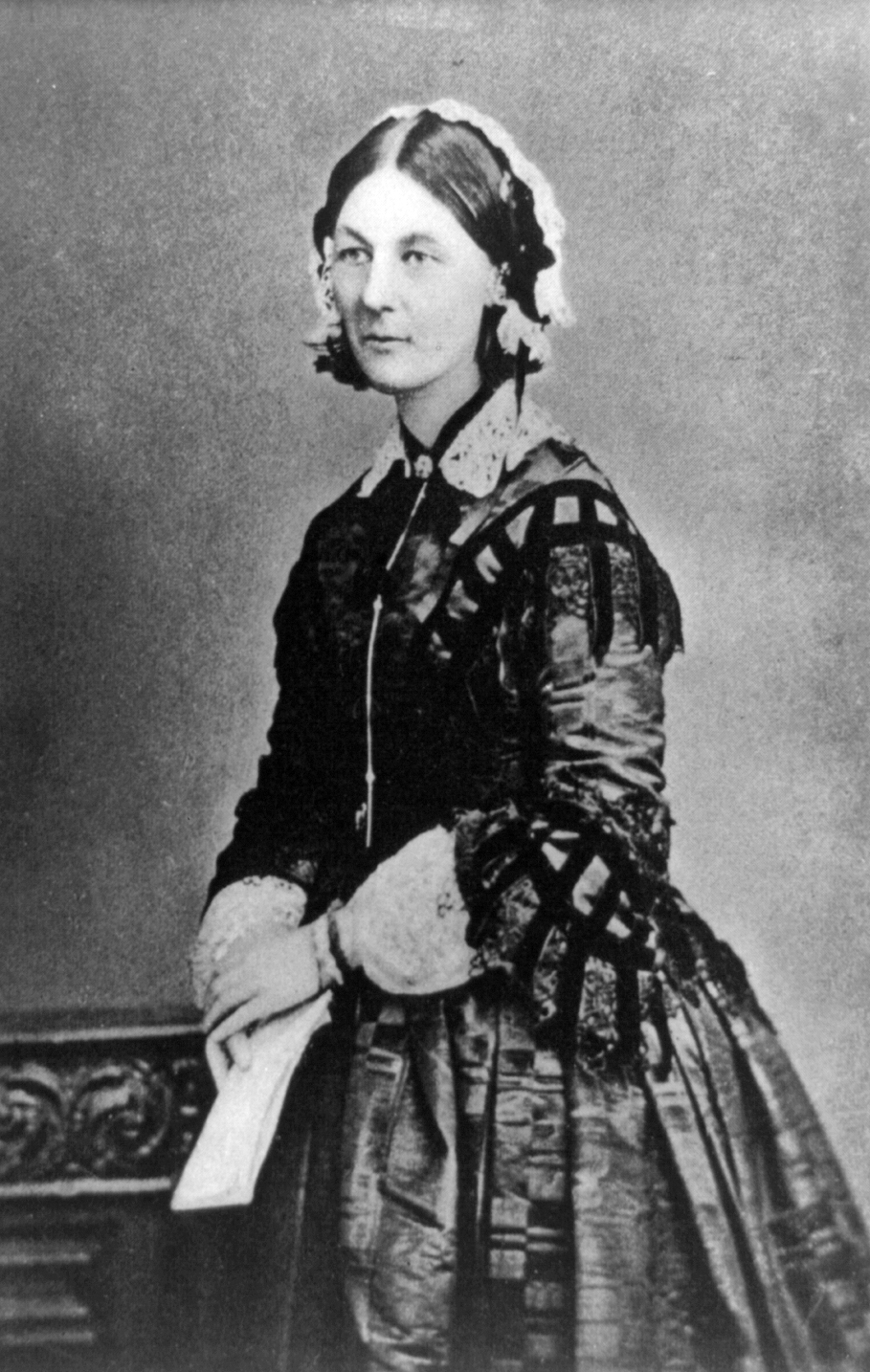
Florence Nightingale, người phản đối Helena thúc đẩy việc đăng ký y tá

Sau cái chết của Nữ vương Victoria vào năm 1901, tân Vương hậu Alexandra nhất quyết thay thế Vương nữ Helena trở thành Chủ tịch của Dịch vụ Điều dưỡng Quân đội. Điều này đã làm gia tăng thêm sự rạn nứt giữa các thành viên nữ trong Vương thất, và Edward VII bị mắc kẹt giữa em gái và vợ. Quý bà Roberts, một cận thần, đã viết cho một người bạn: "Các vấn đề đôi khi rất khó khăn và không phải lúc nào cũng dễ chịu."  Tuy nhiên, xét theo cấp bậc, Helena đồng ý từ chức để thành toàn cho Alexandra, và Vương nữ tiếp tục giữ chức vụ chủ tịch của Khu bảo tồn Điều dưỡng Quân đội. Dù được cho là chỉ đơn thuần là một thực hành được tạo ra bởi các quý cô thượng lưu, Helena đã tạo nên một thể chế chuyên quyền và hiệu quả—"nếu có ai dám không đồng ý với Vương thân Điện hạ, Vương nữ chỉ cần nói, 'Đó là ý muốn của ta, thế là đủ.'"  
Hiệp hội RBNA dần đi vào suy thoái sau Đạo luật Đăng ký Y tá năm 1919; sau sáu lần thất bại từ năm 1904 đến năm 1918, Quốc hội Liên hiệp Anh đã thông qua dự luật cho phép đăng ký y tá chính thức. Kết quả là Trường Đại học Điều dưỡng Vương thất (RCN) và RBNA mất tư cách thành viên và quyền thống trị. Helena ủng hộ đề xuất hợp nhất RBNA với RCN, nhưng không thành công khi RBNA rút lui khỏi các cuộc đàm phán. Tuy nhiên, Vương nữ vẫn hoạt động tích cực trong các tổ chức điều dưỡng khác, và là chủ tịch của các chi nhánh Đường sắt Đảo Wight, Windsor và Great Western của Huân chương Thánh John. Ở vị trí này, Helena đã đích thân ký và xuất trình hàng ngàn chứng chỉ thành thạo về điều dưỡng.

### Công việc may vá
Helena cũng tích cực trong việc quảng bá nghề may vá, và trở thành chủ tịch đầu tiên của Trường Nghệ thuật May vá thành lập vào năm 1872; vào năm 1876, trường được nhận thêm tiền tố "Vương thất" vào tên gọi, do đó trở thành Trường May vá Vương thất. Theo như Helena, mục tiêu của trường học là: "Thứ nhất, hồi sinh một môn nghệ thuật đẹp đẽ đã gần như bị mai một; và thứ hai, thông qua sự hồi sinh của nó, cung cấp việc làm cho những quý cô không có phương tiện kiếm sống phù hợp."  Cũng như các tổ chức khác của mình, Vương nữ là một chủ tịch tích cực và cố gắng để giữ cho trường được ngang hàng với các trường học khác. Vương nữ đã viết thư cho Ủy viên Vương thất yêu cầu tiền; chẳng hạn, vào năm 1895, Helena đã viết thư yêu cầu và nhận được 30.000 bảng Anh để xây dựng một tòa nhà cho trường học ở Nam Kensington. Xuất thân Vương thất của Helena cũng hỗ trợ cho việc quảng bá, và Vương nữ đã tổ chức các bữa tiệc trà chiều thứ Năm tại trường học dành cho các quý cô thượng lưu - những người muốn được xuất hiện trước các thành viên Vương thất như Vương nữ Helena. Khi Hội chợ Giáng sinh được tổ chức, Helena đóng vai trò là người bán hàng chính, khiến nhiều người xếp thành các hàng dài với mong muốn được phục vụ tận tay bởi Vương nữ.
Helena rất nhiệt thành trong việc giúp đỡ trẻ em và những người thất nghiệp, và bắt đầu tổ chức các bữa tối miễn phí vì lợi ích của nhóm người này tại Tòa thị chính Windsor. Vương nữ đã chủ trì hai trong số những bữa tối này vào tháng 2 và tháng 3 năm 1886, và hơn 3.000 bữa ăn đã được phục vụ cho trẻ em và những người đàn ông thất nghiệp trong mùa đông khắc nghiệt năm đó. Thông qua các hoạt động từ thiện, Vương nữ được mọi người yêu mến; một cây viết đương thời là C. W. Cooper đã viết rằng "Những người nghèo khổ ở Windsor tôn thờ Đức ngài". 

## Sự nghiệp viết lách
Một những sở thích khác của Helena chính là viết lách, đặc biệt là dịch thuật . Năm 1867, khi cuốn tiểu sử đầu tiên về Vương phu Albrecht được chắp bút, tác giả của cuốn sách là Quý ông Charles Grey đã ghi nhận rằng những bức thư của Vương phu được Helena dịch từ tiếng Đức sang tiếng Anh "với độ chính xác đáng ngạc nhiên". Năm 1887, Helena xuất bản bản dịch Hồi ký của Wilhelmine của Phổ, Phong địa Bá tước phu nhân xứ Bayreuth. Tờ Saturday Review đã ghi nhận rằng Helena đã dịch nên một phiên bản tiếng Anh hoàn toàn sống động, với khả năng dịch thuật từ rất sát nghĩa và có tinh thần chính xác cao. Bản dịch cuối cùng của Vương nữ được thực hiện vào năm 1882, dựa trên một cuốn sách nhỏ bằng tiếng Đức có tựa đề Sơ cứu cho người bị thương (First Aid to the Injured), ban đầu được xuất bản bởi anh rể của Christian. Bản dịch được tái bản nhiều lần cho đến năm 1906.

### Sự việc Bergsträsser
Một vấn đề về bản quyền đã nảy sinh sau khi xuất bản bộ sưu tập những bức thư được viết bởi chị gái của Helena, Vương nữ Alice. Ở Đức, một ấn bản những bức thư của Alice đã được xuất bản vào năm 1883 bởi một giáo sĩ người Darmstadt có tên là Carl Sell. Carl Sell đã chọn một số bức thư của Alice đã được Nữ vương gửi cho mình để xuất bản. Khi bộ sưu tập được xuất bản, Helena đã viết thư cho Sell với mong muốn được phép xuất bản bản dịch tiếng Anh. Việc dịch thuật đã được chấp thuận, nhưng nhà xuất bản là Tiến sĩ Bergsträsser thì không hề hay biết về chuyện này. Vào tháng 12 năm 1883, Helena đã viết thư cho Ngài Theodore Martin, một nhà viết tiểu sử được Vương thất ưu ái, thông báo với Theodore rằng Bergsträsser đang khiếu nại về bản quyền các bức thư của Alice, và trên cơ sở đó yêu cầu trì hoãn xuất bản ấn bản tiếng Anh. Martin đảm nhiệm vai trò trung gian giữa Helena và Bergsträsser, người tuyên bố rằng đã nhận được nhiều lời đề nghị từ các nhà xuất bản Anh, và người được chọn sẽ nhận được một khoản thù lao cao.
Bergsträsser đã được thuyết phục từ bỏ yêu cầu trì hoãn việc xuất bản và sửa đổi các khiếu nại về bản quyền để đổi lấy một khoản tiền. Tuy nhiên, Nữ vương Victoria và Vương nữ Helena đã từ chối và cho rằng bản quyền vốn thuộc về Nữ vương và chỉ có lời tựa mở đầu của Sell mới có thể được thương lượng. Các quý bà của Vương thất coi những tuyên bố của Bergsträsser là "không thể chấp nhận được nếu không muốn nói là láo xược", và sẽ không giao tiếp trực tiếp với Bergsträsser. Cuối cùng, Bergsträsser đến Anh vào tháng 1 năm 1884, sẵn sàng chấp nhận 100 bảng Anh cho 3.000 ấn bản đầu tiên và thêm 40 bảng cho mỗi 1.000 ấn bản tiếp theo được tiêu thụ. Martin đã chọn nhà xuất bản John Murray, người sau khi đàm phán thêm với Bergsträsser, đã in những ấn bản đầu tiên vào giữa năm 1884. Bản dịch đã bán hết gần như ngay lập tức; và đối với lần xuất bản thứ hai, Murray đã thay thế bản phác thảo tiểu sử của Carl Sell về Vương nữ Alice bằng phần hồi ký dài 53 trang do Vương nữ Helena viết. Do đó, vấn đề về bản quyền đã được giải quyết, và việc Helena đặt tên của mình cho cuốn hồi ký về chị gái đã thu hút sự quan tâm nhiều hơn cho cuốn sách.

## Cuộc sống sau triều đại của Nữ vương Victoria

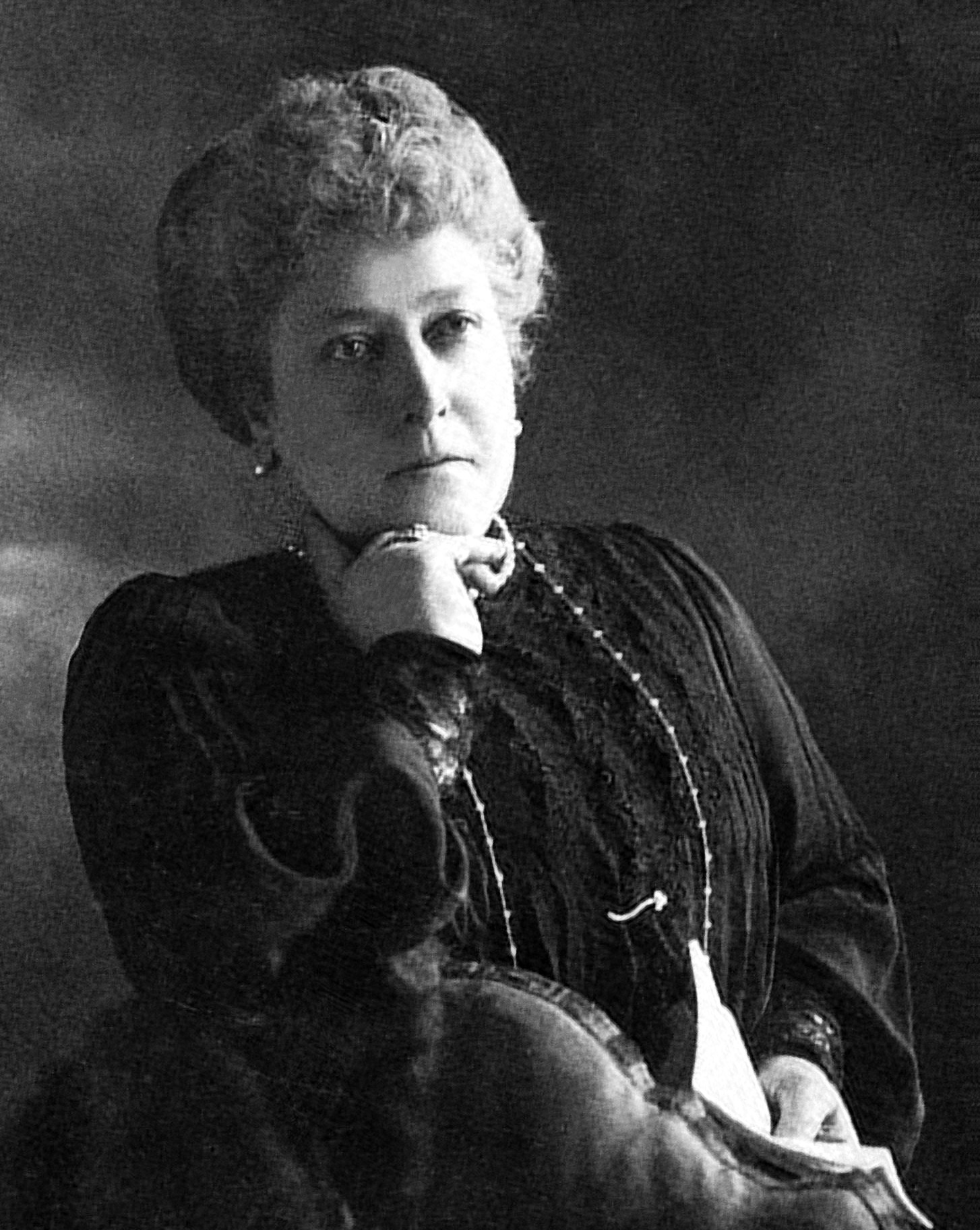
Vương nữ Helena của Vương quốc Liên hiệp Anh, khoảng năm 1910

### Thời đại Edward
Người con trai cưng của Helena, Christian Victor qua đời năm 1900, ba tháng sau đó, mẹ của bà. Nữ vương Victoria cũng qua đời tại Điện Osborne vào ngày 22 tháng 1 năm 1901. Tân vương Edward VII không có quan hệ thân thiết với những người chị em gái còn sống của mình, ngoại trừ Vương nữ Louise. Người cháu trai gọi bác của Helena là Vương tôn Alexander của Battenberg (sau này là Hầu tước xứ Carisbrooke) đã ghi nhận rằng Vương hậu Alexandra ghen tị với các thành viên vương thất và sẽ không mời các chị em chồng của mình đến Sandringham. Hơn nữa, Alexandra chưa bao giờ hòa giải hoàn toàn với Helena và Christian sau những tranh cãi về hôn nhân của hai vợ chồng vào những năm 1860.
Helena tương đối ít gặp những người anh chị em còn sống của mình nhưng vẫn tiếp tục vai trò hỗ trợ cho chế độ quân chủ và là người vận động cho nhiều tổ chức từ thiện mà Vương nữ đại diện. Helena và Christian có một cuộc sống bình lặng, nhưng hai người đều thực hiện một số nhiệm vụ Vương thất. Trong một lần, cặp đôi đã đại diện cho Quốc vương tại lễ kỷ niệm đám cưới bạc vào năm 1906 của Hoàng đế Wilhelm II của Đức (cháu trai gọi dì của Helena) và vợ là Auguste Viktoria xứ Schleswig-Holstein (cháu gái gọi chú của Christian). Trong thời đại Edward, Helena đã đến thăm mộ của con trai, Vương tôn Christian Victor, người đã qua đời vào năm 1900 sau một cơn sốt rét khi phục vụ trong Chiến tranh Boer lần thứ hai. Vương nữ đã gặp Thủ tướng Nam Phi là Louis Botha, nhưng Jan Smuts từ chối gặp Helena, một phần vì không quên được Nam Phi đã thua trong cuộc chiến và một phần vì con trai ông đã chết trong trại tập trung của Anh.
Năm 1902, Công tử Christian và Vương nữ Helena chuyển đến Điện Schomberg, số 77–78 Đường Pall Mall, Luân Đôn, một nửa con đường hiện là một phần của Câu lạc bộ Oxford và Cambridge.
Trước Chiến tranh thế giới thứ nhất, Helena là một trong số ít họ hàng bên ngoại mà cháu trai Wilhelm II thân thiết. Khi đứa con đầu lòng ra đời, Wilhelm II đã đi ngược lại truyền thống của Phổ khi nhờ Helena, chứ không phải mẹ mình, Hoàng hậu Victoria, chỉ định một nhũ mẫu cho con trai. Điều này đã gây ra một vụ bê bối trong gia đình.

### Những năm cuối đời
Sau khi Quốc vương Edward VII qua đời năm 1910, Chiến tranh thế giới thứ nhất nổ ra vào năm 1914. Helena tiếp tục cống hiến cho việc điều dưỡng, và con gái của Vương nữ, Vương tôn nữ Marie Louise, đã ghi lại trong hồi ký của mình rằng những yêu cầu về tin tức của những người thân tín đã đến tai Helena và các chị em gái của Vương nữ. Các bức thư sau đó được quyết định rằng nên được chuyển tiếp tới Vương tôn nữ Margaret, Thái tử phi Thụy Điển, cháu gái gọi bác của Vương nữ Helena, vì Thụy Điển trung lập trong chiến tranh. Cũng trong khoảng thời gian này, Helena và Christian tổ chức lễ kỷ niệm đám cưới vàng của hai vợ chồng vào năm 1916, và bất chấp thực tế là Anh và Đức đang có chiến tranh, Kaiser Wilhelm II đã gửi một bức điện tín chúc mừng tới dì và chú của mình thông qua Thái tử phi Thụy Điển. Quốc vương George V và Vương hậu Mary đã có mặt khi nhận được bức điện tín, và George V đã nhận xét với con gái của Helena là Marie Louise rằng chồng cũ của Vương tôn nữ, Aribert xứ Anhalt, đã làm phước cho Marie Louise khi rời bỏ Vương tôn nữ. Khi Marie Louise nói rằng vương tôn nữ sẽ bỏ trốn đến Anh nếu vẫn còn kết hôn, George V đã đáp trả lại, "với một cái nháy mắt", rằng Quốc vương sẽ phải giam Marie Louise lại.

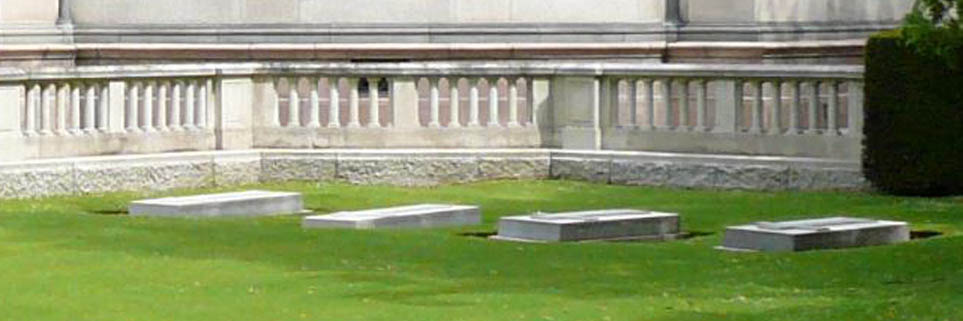
Lăng mộ của Vương nữ Helena tại Frogmore (thứ hai từ trái sang) trong khu chôn cất Schleswig-Holstein

Năm 1917, trước làn sóng bài Đức bao trùm cuộc chiến,George V đã đổi tên Vương tộc từ Saxe-Coburg và Gotha thành Windsor. George V cũng tước bỏ các danh hiệu và kính xưng Đức của gia đình, vì vậy Helena và các con gái chỉ được gọi đơn giản là Công tử phi Christian, Vương tôn nữ Helena Victoria và Vương tôn nữ Marie Louise mà không có hậu tố chỉ định lãnh thổ. Người con trai còn sống của Helena là Albert chiến đấu theo phe Phổ nhưng tuyên bố rằng bản thân sẽ không chiến đấu chống lại đất nước của mẹ mình. Cùng năm đó, vào ngày 28 tháng 10, Công tử Christian qua đời tại Điện Schomberg. Trong những năm cuối đời của Helena phải nhiều lần tranh cãi với các Ủy viên vì họ muốn đuổi Vương nữ ra khỏi Điện Schomberg và Cumberland Lodge vì chi phí duy trì các hộ quản gia của Helena. Tuy nhiên, phía Ủy viên đã thất bại vì có các bằng chứng rõ ràng rằng Helena có quyền được sống tại những nơi này suốt đời.

### Qua đời
Vương nữ Helena qua đời tại Điện Schomberg vào ngày 9 tháng 6 năm 1923 ở tuổi 77. Đám tang của Vương nữ được nhà viết tiểu sử Seweryn Chomet mô tả là một "khung cảnh hoàng tráng", do Quốc vương George V dẫn đầu. Trung đoàn của người con trai Christian Victor xếp hàng dọc theo các bậc thang của Nhà nguyện Thánh George tại Lâu đài Windsor. Helena ban đầu được chôn cất trong Hầm mộ Vương thất tại Nhà nguyện Thánh George vào ngày 15 tháng 6 năm 1923, sau đó thi thể của Vương nữ đã được cải táng tại Khu Chôn cất Vương thất tại Frogmore, cách Windsor vài dặm, sau khi được thánh hiến vào ngày 23 tháng 10 năm 1928.

## Di sản
Helena tận tâm với công việc điều dưỡng và dẫn đầu các tổ chức từ thiện mà Vương nữ đại diện. Vương nữ cũng là một nhà vận động tích cực, và đã viết thư cho các tờ báo và tạp chí để thúc đẩy lợi ích của việc đăng ký y tá. Thân phận Vương thất của Helena đã giúp thúc đẩy sự quan tâm của công chúng và xã hội bao quanh các tổ chức như Hiệp hội Y tá Vương thất Anh. Hiệp hội vẫn tồn tại cho đến ngày nay với Aubrey Rose là chủ tịch. Emily Williamson, người thành lập Hiệp hội Việc làm cho Phụ nữ ở Manchester; một trong những dự án của nhóm này là Trường Cao đẳng Đào tạo Y tá của Helena ở Fallowfield, Manchester.
Về ngoại hình, John Van der Kiste miêu tả Helena có dáng người bụ bẫm và xuề xòa; và về tính cách, thì là người điềm tĩnh và thích kinh doanh, với tinh thần độc đoán. Vào một dịp nọ, trong một cuộc Đình công Bến tàu Quốc gia, Tổng Giám mục Canterbury đã soạn một bài cầu nguyện với hy vọng sự việc này sẽ nhanh chóng kết thúc. Helena đã đến nhà thờ, xem xét giấy tờ và bằng giọng nói được mô tả là "tiếng thì thầm xuyên thấu của Vương thất, vang xa hơn bất kỳ chiếc loa phóng thanh nào" của con gái, nhận xét rằng: "Lời cầu nguyện đó sẽ không giải quyết được bất kỳ cuộc đình công nào."  Ngoại hình và tính cách của Helena đã bị Nữ vương Victoria chỉ trích trong các bức thư và nhật ký của mình, và các nhà viết tiểu sử cũng cùng quan điểm với Nữ vương. Tuy nhiên, con gái của Helena, Vương tôn nữ Marie Louise, mô tả mẹ của mình như sau:
| “ | very lovely, with wavy brown hair, a beautiful little straight nose, and lovely amber-coloured eyes ... She was very talented: played the piano exquisitively, had a distinct gift for drawing and painting in water-colours ... Her outstanding gift was loyalty to her friends ... She was brilliantly clever, had a wonderful head for business. ... | ” |

| “ | rất là dễ mến, với mái tóc nâu gợn sóng, cái mũi nhỏ thẳng tắp và đôi mắt màu hổ phách xinh đẹp... Mẹ ta rất tài năng: chơi đàn piano rất tuyệt vời, có một thiên phú riêng biệt trong hội họa với màu nước... Một món quà đặc biệt của mẹ ta là sự trung thành với bạn bè... Bà là người thông minh đến xuất sắc, có một cái đầu xuất chúng trong việc kinh doanh.... | ” |

Âm nhạc là một trong những niềm đam mê của Helena; khi còn trẻ, Vương nữ đã chơi piano với Charles Hallé, Jenny Lind và Clara Butt, những người bạn thân của bà, và Helena là một trong những thành viên đầu tiên của Dàn hợp xướng Bach ở Luân Đôn, được thành lập bởi chồng của Lind (và là giáo viên dạy piano cũ của Helena) là Otto Goldschmidt. Quyết tâm thực hiện nhiều nghĩa vụ Vương thất của Helena đã khiến Đức ngài nhận được sự yêu mến của công chúng. Vương nữ đã hai lần đại diện cho mẹ tại Phòng Vẽ (Drawing Rooms), việc tham dự sự kiện được coi như là được diện kiến chính Nữ vương.
Helena thân thiết nhất với anh trai Alfred, người coi Helena là em gái cưng của mình. Mặc dù được những người đương thời mô tả là hết lòng vì Nữ vương, đến mức không có lập trường của riêng mình, nhưng Helena đã tích cực vận động cho quyền của phụ nữ, một lĩnh vực mà Nữ vương ghê tởm. Tuy nhiên, cả Helena và Beatrice vẫn là những người gần gũi với mẹ nhất, và Helena vẫn ở bên Nữ vương cho đến khi Victoria qua đời. Helena là người cuối cùng được đề cập đến trong nhật ký bảy mươi tuổi của Nữ vương Victoria.

## Tước hiệu, kính xưng, huân chương và vương huy

### Tước hiệu và kính xưng
- 25 tháng 5 năm 1846 – 5 tháng 7 năm 1866: Her Royal Highness The Princess Helena[85] (Vương nữ Helena Điện hạ)
- 5 tháng 7 năm 1866 – 17 tháng 7 năm 1917: Her Royal Highness The Princess Helena, Princess Christian of Schleswig-Holstein[86] (Vương nữ Helena, Công tử phi Christian xứ Schleswig-Holstein Điện hạ)
- 17 tháng 7 năm 1917 – 9 tháng 6 năm 1923: Her Royal Highness Princess Christian[87][88] (Công tử phi Christian Điện hạ)

### Huân chương
Huân chương tại Anh
- 1 tháng 1 năm 1878: Huân chương Đế miện Ấn Độ[89]
- 29 tháng 4 năm 1883: Thành viên Hội Chữ thập Đỏ Vương thất[8]
- 23 tháng 3 năm 1896: Quý bà của Huân chương Công lý của Thánh John[86]
- 10 tháng 2 năm 1904: Huân chương Vương thất của Edward VII
- 3 tháng 6 năm 1911: Huân chương Vương thất của George V
- 3 tháng 6 năm 1918: Dame Grand Cross của Huân chương Đế quốc Anh.[90]
- Thành viên hạng nhất của Huân chương Vương thất Victoria và Albert

Huân chương quốc tế
- 31 tháng 3 năm 1863: Bậc Quý bà của Huân chương Vương hậu Thánh Isabel[91]
- Bậc Quý bà của Huân chương Luise, Đẳng thứ 1[92]
- 1 tháng 6 năm 1872: Thập giá Công đức cho Phụ nữ và Bé gái[93]

### Vương huy
Năm 1858, Helena và ba người chị em gái được trao quyền sử dụng vương huy, ở giữa là một dải chéo màu xanh lá trên biểu tượng chiếc khiên của Công quốc Sachsen, và được phân biệt bằng một dải bạc gồm 3 vạch kẻ. Trong đó, hai vạch kẻ ở hai bên có biểu tượng hoa hồng đỏ và vạch kẻ ở giữa có biểu tượng chữ thập đỏ. Năm 1917, biểu tượng chiếc khiên đã bị xóa bỏ sắc lệnh vương thất từ George V của Liên hiệp Anh.
| Vương huy của Vương nữ Helena của Liên hiệp Anh (1858–1917) |

## Hậu duệ
Christian và Helena có với nhau sáu người con, bốn người trong đó đã sống đến tuổi trưởng thành. Hai vợ chồng có một người cháu là Valerie Marie zu Schleswig-Holstein, mất năm 1953 với tư cách là hậu duệ cuối cùng của Christian và Helena.
| Tên                                                                                          | Sinh                | Qua đời              | ghi chú |
| -------------------------------------------------------------------------------------------- | ------------------- | -------------------- | --- |
| Vương tôn Christian Victor của Schleswig-Holstein                                            | 14 tháng 4 năm 1867 | 29 tháng 10 năm 1900 | Con trai yêu thích của Vương nữ Helena; qua đời khi phục vụ trong Chiến tranh Boer thứ hai. Không có hậu duệ.                                                                                                 |
| Vương tôn Albert của Schleswig-Holstein, sau này là Công tước xứ Schleswig-Holstein          | 26 tháng 2 năm 1869 | 27 tháng 4 năm 1931  | Trở thành người đứng đầu Vương tộc Oldenburg năm 1921; có một cô con gái ngoại hôn tên là Valerie Marie zu Schleswig-Holstein                                                                                 |
| Vương tôn nữ Helena Victoria của Schleswig-Holstein, sau này là Vương tôn nữ Helena Victoria | 3 tháng 5 năm 1870  | 13 tháng 3 năm 1948  | Không kết hôn. Một trong những lần xuất hiện trước công chúng cuối cùng của Helena Victoria là tại đám cưới của Nữ vương tương lai Elizabeth II của Liên hiệp Anh và Vương phu Philip, Công tước xứ Edinburgh |
| Vương tôn nữ Marie Louise của Schleswig-Holstein, sau này là Vương tôn nữ Marie Louise       | 12 tháng 8 năm 1872 | 8 tháng 12 năm 1956  | Kết hôn năm 1891 với Công tử Aribert xứ Anhalt, không có hậu duệ. Cuộc hôn nhân đã bị hủy bỏ vào năm 1900. |
| Vương tôn Harald của Schleswig-Holstein                                                      | 12 tháng 5 năm 1876 | 20 tháng 5 năm 1876  | Qua đời khi được 8 ngày tuổi |
| Con trai chết non không có tên                                                               | 7 tháng 5 năm 1877  | 7 tháng 5 năm 1877   | Thai chết lưu |
|                                                                                              |                     |                      | |

## Gia phả
| \| \| \| \| \| \| \| \| \| \| \| \| \| \| \| \| \| \| \| \| 16. Frederick của Đại Anh \| \| \| \| \| \| \| \| \| \| \| \| \| \| \| \| \| \| \| \| \| \| \| \| \| \| \| \| \| \| \| \| \| \| \| \| \| \| \| \| \| \| \| \| \| \| \| \| \| \| \| \| \| \| 8. George III của Liên hiệp Anh \| \| \| \| \| \| \| \| \| \| \| \| \| \| \| \| \| \| \| \| \| \| \| \| \| \| \| \| \| \| \| \| \| \| \| \| \| \| \| \| \| \| \| \| \| \| \| \| \| \| \| \| \| \| 17. Augusta xứ Sachsen-Gotha-Altenburg \| \| \| \| \| \| \| \| \| \| \| \| \| \| \| \| \| \| \| \| \| \| \| \| \| \| \| \| \| \| \| \| \| \| \| \| \| \| \| \| \| \| \| \| \| \| \| \| \| \| \| \| \| \| 4. Edward của Liên hiệp Anh \| \| \| \| \| \| \| \| \| \| \| \| \| \| \| \| \| \| \| \| \| \| \| \| \| \| \| \| \| \| \| \| \| \| \| \| \| \| \| \| \| \| \| \| \| \| \| \| \| \| \| \| \| \| 18. Karl Ludwig xứ Mecklenburg \| \| \| \| \| \| \| \| \| \| \| \| \| \| \| \| \| \| \| \| \| \| \| \| \| \| \| \| \| \| \| \| \| \| \| \| \| \| \| \| \| \| \| \| \| \| \| \| \| \| \| \| \| \| 9. Charlotte xứ Mecklenburg-Strelitz \| \| \| \| \| \| \| \| \| \| \| \| \| \| \| \| \| \| \| \| \| \| \| \| \| \| \| \| \| \| \| \| \| \| \| \| \| \| \| \| \| \| \| \| \| \| \| \| \| \| \| \| \| \| 19. Elisabeth Albertine xứ Sachsen-Hildburghausen \| \| \| \| \| \| \| \| \| \| \| \| \| \| \| \| \| \| \| \| \| \| \| \| \| \| \| \| \| \| \| \| \| \| \| \| \| \| \| \| \| \| \| \| \| \| \| \| \| \| \| \| \| \| 2. Victoria I của Liên hiệp Anh \| \| \| \| \| \| \| \| \| \| \| \| \| \| \| \| \| \| \| \| \| \| \| \| \| \| \| \| \| \| \| \| \| \| \| \| \| \| \| \| \| \| \| \| \| \| \| \| \| \| \| \| \| \| 20. Ernst Friedrich xứ Sachsen-Coburg-Saalfeld (= 24) \| \| \| \| \| \| \| \| \| \| \| \| \| \| \| \| \| \| \| \| \| \| \| \| \| \| \| \| \| \| \| \| \| \| \| \| \| \| \| \| \| \| \| \| \| \| \| \| \| \| \| \| \| \| 10. Franz I xứ Sachsen-Coburg-Saalfeld (= 12)[97] \| \| \| \| \| \| \| \| \| \| \| \| \| \| \| \| \| \| \| \| \| \| \| \| \| \| \| \| \| \| \| \| \| \| \| \| \| \| \| \| \| \| \| \| \| \| \| \| \| \| \| \| \| \| 21. Sophie Antoinette xứ Braunschweig-Wolfenbüttel (= 25) \| \| \| \| \| \| \| \| \| \| \| \| \| \| \| \| \| \| \| \| \| \| \| \| \| \| \| \| \| \| \| \| \| \| \| \| \| \| \| \| \| \| \| \| \| \| \| \| \| \| \| \| \| \| 5. Victoire xứ Sachsen-Coburg-Saalfeld \| \| \| \| \| \| \| \| \| \| \| \| \| \| \| \| \| \| \| \| \| \| \| \| \| \| \| \| \| \| \| \| \| \| \| \| \| \| \| \| \| \| \| \| \| \| \| \| \| \| \| \| \| \| 22. Heinrich XXIV Reuß xứ Ebersdorf (= 26) \| \| \| \| \| \| \| \| \| \| \| \| \| \| \| \| \| \| \| \| \| \| \| \| \| \| \| \| \| \| \| \| \| \| \| \| \| \| \| \| \| \| \| \| \| \| \| \| \| \| \| \| \| \| 11. Auguste Reuß xứ Ebersdorf (= 13)[97] \| \| \| \| \| \| \| \| \| \| \| \| \| \| \| \| \| \| \| \| \| \| \| \| \| \| \| \| \| \| \| \| \| \| \| \| \| \| \| \| \| \| \| \| \| \| \| \| \| \| \| \| \| \| 23. Caroline Ernestine xứ Erbach-Schönberg (= 27) \| \| \| \| \| \| \| \| \| \| \| \| \| \| \| \| \| \| \| \| \| \| \| \| \| \| \| \| \| \| \| \| \| \| \| \| \| \| \| \| \| \| \| \| \| \| \| \| \| \| \| \| \| \| 1. Helena của Liên hiệp Anh \| \| \| \| \| \| \| \| \| \| \| \| \| \| \| \| \| \| \| \| \| \| \| \| \| \| \| \| \| \| \| \| \| \| \| \| \| \| \| \| \| \| \| \| \| \| \| \| \| \| \| \| \| \| 24. Ernst Friedrich xứ Sachsen-Coburg-Saalfeld (= 20) \| \| \| \| \| \| \| \| \| \| \| \| \| \| \| \| \| \| \| \| \| \| \| \| \| \| \| \| \| \| \| \| \| \| \| \| \| \| \| \| \| \| \| \| \| \| \| \| \| \| \| \| \| \| 12. Franz I xứ Sachsen-Coburg-Saalfeld (= 10)[97] \| \| \| \| \| \| \| \| \| \| \| \| \| \| \| \| \| \| \| \| \| \| \| \| \| \| \| \| \| \| \| \| \| \| \| \| \| \| \| \| \| \| \| \| \| \| \| \| \| \| \| \| \| \| 25. Sophie Antoinette xứ Braunschweig-Wolfenbüttel (= 21) \| \| \| \| \| \| \| \| \| \| \| \| \| \| \| \| \| \| \| \| \| \| \| \| \| \| \| \| \| \| \| \| \| \| \| \| \| \| \| \| \| \| \| \| \| \| \| \| \| \| \| \| \| \| 6. Ernst I xứ Sachsen-Coburg và Gotha[97] \| \| \| \| \| \| \| \| \| \| \| \| \| \| \| \| \| \| \| \| \| \| \| \| \| \| \| \| \| \| \| \| \| \| \| \| \| \| \| \| \| \| \| \| \| \| \| \| \| \| \| \| \| \| 26. Heinrich XXIV Reuß xứ Ebersdorf (= 22) \| \| \| \| \| \| \| \| \| \| \| \| \| \| \| \| \| \| \| \| \| \| \| \| \| \| \| \| \| \| \| \| \| \| \| \| \| \| \| \| \| \| \| \| \| \| \| \| \| \| \| \| \| \| 13. Auguste Reuß xứ Ebersdorf (= 11)[97] \| \| \| \| \| \| \| \| \| \| \| \| \| \| \| \| \| \| \| \| \| \| \| \| \| \| \| \| \| \| \| \| \| \| \| \| \| \| \| \| \| \| \| \| \| \| \| \| \| \| \| \| \| \| 27. Caroline Ernestine xứ Erbach-Schönberg (= 23) \| \| \| \| \| \| \| \| \| \| \| \| \| \| \| \| \| \| \| \| \| \| \| \| \| \| \| \| \| \| \| \| \| \| \| \| \| \| \| \| \| \| \| \| \| \| \| \| \| \| \| \| \| \| 3. Albrecht xứ Sachsen-Coburg và Gotha \| \| \| \| \| \| \| \| \| \| \| \| \| \| \| \| \| \| \| \| \| \| \| \| \| \| \| \| \| \| \| \| \| \| \| \| \| \| \| \| \| \| \| \| \| \| \| \| \| \| \| \| \| \| 28. Ernst II xứ Sachsen-Gotha-Altenburg \| \| \| \| \| \| \| \| \| \| \| \| \| \| \| \| \| \| \| \| \| \| \| \| \| \| \| \| \| \| \| \| \| \| \| \| \| \| \| \| \| \| \| \| \| \| \| \| \| \| \| \| \| \| 14. August I xứ Sachsen-Gotha-Altenburg[97] \| \| \| \| \| \| \| \| \| \| \| \| \| \| \| \| \| \| \| \| \| \| \| \| \| \| \| \| \| \| \| \| \| \| \| \| \| \| \| \| \| \| \| \| \| \| \| \| \| \| \| \| \| \| 29. Charlotte xứ Sachsen-Meiningen \| \| \| \| \| \| \| \| \| \| \| \| \| \| \| \| \| \| \| \| \| \| \| \| \| \| \| \| \| \| \| \| \| \| \| \| \| \| \| \| \| \| \| \| \| \| \| \| \| \| \| \| \| \| 7. Luise Pauline xứ Sachsen-Gotha-Altenburg[97] \| \| \| \| \| \| \| \| \| \| \| \| \| \| \| \| \| \| \| \| \| \| \| \| \| \| \| \| \| \| \| \| \| \| \| \| \| \| \| \| \| \| \| \| \| \| \| \| \| \| \| \| \| \| 30. Friedrich Franz I xứ Mecklenburg \| \| \| \| \| \| \| \| \| \| \| \| \| \| \| \| \| \| \| \| \| \| \| \| \| \| \| \| \| \| \| \| \| \| \| \| \| \| \| \| \| \| \| \| \| \| \| \| \| \| \| \| \| \| 15. Luise Charlotte xứ Mecklenburg[97] \| \| \| \| \| \| \| \| \| \| \| \| \| \| \| \| \| \| \| \| \| \| \| \| \| \| \| \| \| \| \| \| \| \| \| \| \| \| \| \| \| \| \| \| \| \| \| \| \| \| \| \| \| \| 31. Luise xứ Sachsen-Gotha-Altenburg \| \| \| \| \| \| \| \| \| \| \| \| \| \| \| \| \| \| \| \| \| \| \| \| \| \| \| \| \| \| \| \| \| \| \| \| \| \| \| \| \| \| \| \| \| \| \| \| \| \| \| \| |                                                           |  |  |  |  |  |  |  |  |  |  |  |  |  |  |  |
| |                                                           |  |  |  |  |  |  |  |  |  |  |  |  |  |  |  |
| | 16. Frederick của Đại Anh                                 |  |  |  |  |  |  |  |  |  |  |  |  |  |  |  |
| |                                                           |  |  |  |  |  |  |  |  |  |  |  |  |  |  |  |
| |                                                           |  |  |  |  |  |  |  |  |  |  |  |  |  |  |  |
| | 8. George III của Liên hiệp Anh                           |  |  |  |  |  |  |  |  |  |  |  |  |  |  |  |
| |                                                           |  |  |  |  |  |  |  |  |  |  |  |  |  |  |  |
| |                                                           |  |  |  |  |  |  |  |  |  |  |  |  |  |  |  |
| | 17. Augusta xứ Sachsen-Gotha-Altenburg                    |  |  |  |  |  |  |  |  |  |  |  |  |  |  |  |
| |                                                           |  |  |  |  |  |  |  |  |  |  |  |  |  |  |  |
| |                                                           |  |  |  |  |  |  |  |  |  |  |  |  |  |  |  |
| | 4. Edward của Liên hiệp Anh                               |  |  |  |  |  |  |  |  |  |  |  |  |  |  |  |
| |                                                           |  |  |  |  |  |  |  |  |  |  |  |  |  |  |  |
| |                                                           |  |  |  |  |  |  |  |  |  |  |  |  |  |  |  |
| | 18. Karl Ludwig xứ Mecklenburg                            |  |  |  |  |  |  |  |  |  |  |  |  |  |  |  |
| |                                                           |  |  |  |  |  |  |  |  |  |  |  |  |  |  |  |
| |                                                           |  |  |  |  |  |  |  |  |  |  |  |  |  |  |  |
| | 9. Charlotte xứ Mecklenburg-Strelitz                      |  |  |  |  |  |  |  |  |  |  |  |  |  |  |  |
| |                                                           |  |  |  |  |  |  |  |  |  |  |  |  |  |  |  |
| |                                                           |  |  |  |  |  |  |  |  |  |  |  |  |  |  |  |
| | 19. Elisabeth Albertine xứ Sachsen-Hildburghausen         |  |  |  |  |  |  |  |  |  |  |  |  |  |  |  |
| |                                                           |  |  |  |  |  |  |  |  |  |  |  |  |  |  |  |
| |                                                           |  |  |  |  |  |  |  |  |  |  |  |  |  |  |  |
| | 2. Victoria I của Liên hiệp Anh                           |  |  |  |  |  |  |  |  |  |  |  |  |  |  |  |
| |                                                           |  |  |  |  |  |  |  |  |  |  |  |  |  |  |  |
| |                                                           |  |  |  |  |  |  |  |  |  |  |  |  |  |  |  |
| | 20. Ernst Friedrich xứ Sachsen-Coburg-Saalfeld (= 24)     |  |  |  |  |  |  |  |  |  |  |  |  |  |  |  |
| |                                                           |  |  |  |  |  |  |  |  |  |  |  |  |  |  |  |
| |                                                           |  |  |  |  |  |  |  |  |  |  |  |  |  |  |  |
| | 10. Franz I xứ Sachsen-Coburg-Saalfeld (= 12)             |  |  |  |  |  |  |  |  |  |  |  |  |  |  |  |
| |                                                           |  |  |  |  |  |  |  |  |  |  |  |  |  |  |  |
| |                                                           |  |  |  |  |  |  |  |  |  |  |  |  |  |  |  |
| | 21. Sophie Antoinette xứ Braunschweig-Wolfenbüttel (= 25) |  |  |  |  |  |  |  |  |  |  |  |  |  |  |  |
| |                                                           |  |  |  |  |  |  |  |  |  |  |  |  |  |  |  |
| |                                                           |  |  |  |  |  |  |  |  |  |  |  |  |  |  |  |
| | 5. Victoire xứ Sachsen-Coburg-Saalfeld                    |  |  |  |  |  |  |  |  |  |  |  |  |  |  |  |
| |                                                           |  |  |  |  |  |  |  |  |  |  |  |  |  |  |  |
| |                                                           |  |  |  |  |  |  |  |  |  |  |  |  |  |  |  |
| | 22. Heinrich XXIV Reuß xứ Ebersdorf (= 26)                |  |  |  |  |  |  |  |  |  |  |  |  |  |  |  |
| |                                                           |  |  |  |  |  |  |  |  |  |  |  |  |  |  |  |
| |                                                           |  |  |  |  |  |  |  |  |  |  |  |  |  |  |  |
| | 11. Auguste Reuß xứ Ebersdorf (= 13)                      |  |  |  |  |  |  |  |  |  |  |  |  |  |  |  |
| |                                                           |  |  |  |  |  |  |  |  |  |  |  |  |  |  |  |
| |                                                           |  |  |  |  |  |  |  |  |  |  |  |  |  |  |  |
| | 23. Caroline Ernestine xứ Erbach-Schönberg (= 27)         |  |  |  |  |  |  |  |  |  |  |  |  |  |  |  |
| |                                                           |  |  |  |  |  |  |  |  |  |  |  |  |  |  |  |
| |                                                           |  |  |  |  |  |  |  |  |  |  |  |  |  |  |  |
| | 1. Helena của Liên hiệp Anh                               |  |  |  |  |  |  |  |  |  |  |  |  |  |  |  |
| |                                                           |  |  |  |  |  |  |  |  |  |  |  |  |  |  |  |
| |                                                           |  |  |  |  |  |  |  |  |  |  |  |  |  |  |  |
| | 24. Ernst Friedrich xứ Sachsen-Coburg-Saalfeld (= 20)     |  |  |  |  |  |  |  |  |  |  |  |  |  |  |  |
| |                                                           |  |  |  |  |  |  |  |  |  |  |  |  |  |  |  |
| |                                                           |  |  |  |  |  |  |  |  |  |  |  |  |  |  |  |
| | 12. Franz I xứ Sachsen-Coburg-Saalfeld (= 10)             |  |  |  |  |  |  |  |  |  |  |  |  |  |  |  |
| |                                                           |  |  |  |  |  |  |  |  |  |  |  |  |  |  |  |
| |                                                           |  |  |  |  |  |  |  |  |  |  |  |  |  |  |  |
| | 25. Sophie Antoinette xứ Braunschweig-Wolfenbüttel (= 21) |  |  |  |  |  |  |  |  |  |  |  |  |  |  |  |
| |                                                           |  |  |  |  |  |  |  |  |  |  |  |  |  |  |  |
| |                                                           |  |  |  |  |  |  |  |  |  |  |  |  |  |  |  |
| | 6. Ernst I xứ Sachsen-Coburg và Gotha                     |  |  |  |  |  |  |  |  |  |  |  |  |  |  |  |
| |                                                           |  |  |  |  |  |  |  |  |  |  |  |  |  |  |  |
| |                                                           |  |  |  |  |  |  |  |  |  |  |  |  |  |  |  |
| | 26. Heinrich XXIV Reuß xứ Ebersdorf (= 22)                |  |  |  |  |  |  |  |  |  |  |  |  |  |  |  |
| |                                                           |  |  |  |  |  |  |  |  |  |  |  |  |  |  |  |
| |                                                           |  |  |  |  |  |  |  |  |  |  |  |  |  |  |  |
| | 13. Auguste Reuß xứ Ebersdorf (= 11)                      |  |  |  |  |  |  |  |  |  |  |  |  |  |  |  |
| |                                                           |  |  |  |  |  |  |  |  |  |  |  |  |  |  |  |
| |                                                           |  |  |  |  |  |  |  |  |  |  |  |  |  |  |  |
| | 27. Caroline Ernestine xứ Erbach-Schönberg (= 23)         |  |  |  |  |  |  |  |  |  |  |  |  |  |  |  |
| |                                                           |  |  |  |  |  |  |  |  |  |  |  |  |  |  |  |
| |                                                           |  |  |  |  |  |  |  |  |  |  |  |  |  |  |  |
| | 3. Albrecht xứ Sachsen-Coburg và Gotha                    |  |  |  |  |  |  |  |  |  |  |  |  |  |  |  |
| |                                                           |  |  |  |  |  |  |  |  |  |  |  |  |  |  |  |
| |                                                           |  |  |  |  |  |  |  |  |  |  |  |  |  |  |  |
| | 28. Ernst II xứ Sachsen-Gotha-Altenburg                   |  |  |  |  |  |  |  |  |  |  |  |  |  |  |  |
| |                                                           |  |  |  |  |  |  |  |  |  |  |  |  |  |  |  |
| |                                                           |  |  |  |  |  |  |  |  |  |  |  |  |  |  |  |
| | 14. August I xứ Sachsen-Gotha-Altenburg                   |  |  |  |  |  |  |  |  |  |  |  |  |  |  |  |
| |                                                           |  |  |  |  |  |  |  |  |  |  |  |  |  |  |  |
| |                                                           |  |  |  |  |  |  |  |  |  |  |  |  |  |  |  |
| | 29. Charlotte xứ Sachsen-Meiningen                        |  |  |  |  |  |  |  |  |  |  |  |  |  |  |  |
| |                                                           |  |  |  |  |  |  |  |  |  |  |  |  |  |  |  |
| |                                                           |  |  |  |  |  |  |  |  |  |  |  |  |  |  |  |
| | 7. Luise Pauline xứ Sachsen-Gotha-Altenburg               |  |  |  |  |  |  |  |  |  |  |  |  |  |  |  |
| |                                                           |  |  |  |  |  |  |  |  |  |  |  |  |  |  |  |
| |                                                           |  |  |  |  |  |  |  |  |  |  |  |  |  |  |  |
| | 30. Friedrich Franz I xứ Mecklenburg                      |  |  |  |  |  |  |  |  |  |  |  |  |  |  |  |
| |                                                           |  |  |  |  |  |  |  |  |  |  |  |  |  |  |  |
| |                                                           |  |  |  |  |  |  |  |  |  |  |  |  |  |  |  |
| | 15. Luise Charlotte xứ Mecklenburg                        |  |  |  |  |  |  |  |  |  |  |  |  |  |  |  |
| |                                                           |  |  |  |  |  |  |  |  |  |  |  |  |  |  |  |
| |                                                           |  |  |  |  |  |  |  |  |  |  |  |  |  |  |  |
| | 31. Luise xứ Sachsen-Gotha-Altenburg                      |  |  |  |  |  |  |  |  |  |  |  |  |  |  |  |
| |                                                           |  |  |  |  |  |  |  |  |  |  |  |  |  |  |  |
| |                                                           |  |  |  |  |  |  |  |  |  |  |  |  |  |  |  |